# Guerrita (film)
Pour plus de détails, voir Fiche technique et Distribution.
Guerrita (Thy Name Is Woman) est un film américain réalisé par Fred Niblo, sorti en 1924.

## Fiche technique
- Titre original : Thy Name Is Woman
- Titre français : Guerrita
- Réalisation : Fred Niblo
- Scénario : Bess Meredyth d'après une pièce de Karl Schönherr (en)
- Photographie : Victor Milner
- Montage : Lloyd Nosler
- Pays de production : États-Unis
- Format : Noir et blanc - 1,33:1 - Film muet
- Genre : drame
- Durée : 90 minutes
- Date de sortie : 1924

## Distribution
- Ramón Novarro : Juan Ricardo
- Barbara La Marr : Guerita
- William V. Mong : Pedro the Fox, le mari de Guerrita
- Wallace MacDonald : Rodrigo de Castelar
- Robert Edeson : le Comandant
- Edith Roberts : Dolores
- Claire McDowell : la mère de Juan